# Цехановец
Цехановец (пол. Ciechanowiec) — город в Польше, входит в Подляское воеводство, Высокомазовецкий повят. Имеет статус городско-сельской гмины. Занимает площадь 26,01 км². Население — 4984 человека (на 2004 год).

## История
В результате польского похода РККА в 1939 году вошёл в состав Белорусской ССР и стал центром Цехановецкого района Белостокской области. 22 июня 1941 года был одним из трех первых населенных пунктов, занятых немцами. В 1944 году город и район были возвращены в состав Польши.

## Уроженцы города
- Иехиэль Яаков Вайнберг — известный раввин.
- Биньямин Мазар — израильский историк.
- Чижевский Александр Леонидович — советский учёный.
- Солоневич, Иван Лукьянович — русский публицист, мыслитель, спортивный журналист, исторический писатель и общественный деятель.

## Транспорт
Через город проходил исторический Великий литовский путь, одна из важнейших дорог Речи Посполитой, соединявшая столицу Польского королевства Варшаву со столицей Великого княжества Литовского Вильнюсом.